# Nordisk buskmätare
Nordisk buskmätare (Macaria loricaria) är en fjärilsart som först beskrevs av Eduard Friedrich Eversmann 1837.  Nordisk buskmätare ingår i släktet Macaria, och familjen mätare. Enligt den finländska rödlistan är arten nära hotad i Finland. Arten är reproducerande i Sverige. Artens livsmiljö är stränder.